# Dogumentary: Get a Life
|  | Sammenskrivningsforslag Artiklerne Get a life, Dogumentary: Get a Life er foreslået sammenskrevet. (Siden maj 2020) Diskutér forslaget |

|  | Denne artikel er oprettet af botten Steenthbot ud fra en ekstern database. Den kan derfor have sproglige fejl eller mangler. Denne skabelon kan fjernes efter kontrol af indholdet. |

Dogumentary: Get a Life er en dansk kortfilm fra 2004 instrueret af Michael Klint.

## Handling
Udsendelsen fortæller om en uhyggelig sygdom og kampen for at hjælpe ofrene. Samtidig handler udsendelsen også om prime-time-tv. Om, hvad der når og ikke når vores tv-skærme, og om de journalistiske og etiske dilemmaer, der er forbundet med denne form for selvcensur.